# Ястребовский район
Ястребовский район — административно-территориальная единица в составе Центрально-Чернозёмной и Курской областей, существовавшая в 1928—1930 и 1935—1963 годах. Центр — село Ястребовка. По данным переписи 1939 года в районе проживало 28 804 человека, (99,3 % из них — русские).
Ястребовский район был образован в 1928 году в составе Воронежского округа Центрально-Чернозёмной области РСФСР. 18 сентября 1929 года район был передан в новообразованный Старооскольский округ.
23 июля 1930 года в связи с ликвидацией округов Ястребовский район перешёл в прямое подчинение Центрально-Чернозёмной области, но уже в сентябре 1930 года район был упразднён.
18 января 1935 года Ястребовский район был восстановлен в составе Курской области.
По состоянию на 1945 года район делился на 15 сельсоветов: Барановский, Безлепкинский, Герасимовский, Головищенский, Знаменский, Круто-Верховский, Куньевский, Нижне-Апоченский, Нижне-Клещенский, Никольский, Репецкий, Средне-Апоченский, Средне-Дороженский, Стуженский и Ястребовский.
1 апреля 1963 года Ястребовский район был упразднён, а его территория передана в Горшеченский район.